# جولثام كارثيك
جولثام كارثيك هو ممثل هندي، ولد في 12 سبتمبر 1989 بتشيناي في الهند.

## وصلات خارجية
- جولثام كارثيك على موقع IMDb (الإنجليزية)
- جولثام كارثيك على موقع روتن توميتوز (الإنجليزية)
- جولثام كارثيك على موقع قاعدة بيانات الفيلم (الإنجليزية)